# Elsam
Elsam var et dansk energiselskab, der blev etableret i 1956 som et samarbejdsorgan for seks jysk-fynske kraftværksselskaber: Fynsværket, Sønderjyllands Højspændingsværk, Skærbækværket, Midtkraft, Vestkraft og Nordjyllandsværket. I 2000 blev de seks jysk-fynske kraftværker slået sammen til Elsam A/S, som da blev ejer af de jysk-fynske kraftværker.

## Direktion
- 1956-1984: Erik Leif Jakobsen
- 1984-1998: Georg Styrbro
- 1998-2000: Poul Sachmann
- 2000-2005: Peter Høstgaard-Jensen
- 2005-2005: Niels Bergh-Hansen